# Tricardon
Le tricardon est un instrument à trois cordes pincées imaginé et mis au point par l'auteur-compositeur-interprète français Antoine Tomé.

## Création
À ses débuts, Antoine Tomé s'accompagne exclusivement d'objets divers en guise de percussions, telles des bouteilles en plastique. Désireux de jouer d'un instrument à cordes, il va, au fil des années, successivement s'accompagner de trois instruments transitoires. Il crée d'abord le monocardon, qui est une kora modifiée à une corde frappée puis modifie deux guitares : l'une offerte par un milliardaire anonyme dont il ne garda que deux cordes et qu'il appellera le bicardon, ainsi qu'une autre dont il n'en garda que trois, visible sur la pochette de l'album Farniente qui date de 1982.
Antoine Tomé imagine le tricardon peu après la sortie de cet album et demande à son père Gerardo Tomé de le fabriquer. Celui-ci en fabriquera sept, qui sont ainsi les seuls exemplaires de cet instrument existant au monde. Le premier album dans lequel Antoine Tomé utilise le tricardon est Tous les murs de la ville, publié en 1984.

## Accordage
Les cordes utilisées sont des cordes de guitare, qui sont, du bas vers le haut, celles de la, de sol, et de mi grave,.

## Son
L'une des pistes de l'album Voyage... d'Antoine Tomé nommée Trois tricardons, constitue une courte démonstration du son de l'instrument.